# Cecidomyia fleothripetiperda
Cecidomyia fleothripetiperda är en tvåvingeart som först beskrevs av Guercio 1931.  Cecidomyia fleothripetiperda ingår i släktet Cecidomyia och familjen gallmyggor.
Artens utbredningsområde är Italien. Inga underarter finns listade i Catalogue of Life.